# 华士镇
华士镇，是中华人民共和国江苏省无锡市江阴市下辖的一个镇。2019年中国百强乡镇第53名。

## 行政区划
华士镇下辖以下地区：
华士社区、陆桥社区、华西新市村、华西一村、华西二村、华西三村、华西四村、华西五村、华西六村、华西七村、华西八村、华西九村、华西十村、华西十一村、华西十二村、华西十三村、华士村、向阳村、陆南村、陆桥村、陆新村、红苗村、陆丰村、勤丰村、华中村、华益村、龙河村、曙新村和龙砂村。